# 1-я Советская улица (Санкт-Петербург)
1-я Сове́тская у́лица — улица в Центральном районе Санкт-Петербурга. Проходит от Орловского переулка до Суворовского и Невского проспектов.

## История
- Первоначально — Новая Каретная (1766—1822), шла от Лиговского до Невского проспекта. Названа по новому каретному ряду:

Оный состоит из длинной связи каменных сараев, в коих имеются для продажи кареты, коляски, сани и прочие снаряды для экипажей.
(Георги)

Названа Новой для отличия от другой Каретной улицы (впоследствии — Старой Каретной в Ямской слободе, ныне — улица Черняховского).
- В 1790-х годах называлась просто Каретная.
- С 1812 по 1858 год называлась 1-я Рождественская. Название получила по Рождественской части.
- С 1835 по 1857 год называлась 1-я.
- С конца 1850-х годов по 6 октября 1923 года называлась 1-я Рождественская.
- Своё нынешнее название получила 6 октября 1923 года.
- Арка, соединявшая улицу с Лиговским проспектом, была заложена в 1950-х годах.
- Участок у Орловского переулка закрыт в 1990-х годах.